# Tanira
Tanira (arab. تنيرة; fr. Ténira) – jedna z 52 gmin w prowincji Sidi Bu-l-Abbas, w Algierii, znajdująca się w północno-zachodniej części kraju w prefekturze Sidi Bu-l-Abbas. W 2008 roku gminę zamieszkiwało 10 049 osób. Numer statystyczny gminy w Office National des Statistiques d'Algérie to 2217.